# Ranunculus furcatifidus
Ranunculus furcatifidus là một loài thực vật có hoa trong họ Mao lương. Loài này được W.T. Wang miêu tả khoa học lần đầu tiên vào năm 1994.